# Even Closer – Hautnah
Even Closer – Hautnah ist eine deutsche Drama-Serie auf RTL und TVNOW. Die Serie basiert auf einer sechsteiligen Roman-Reihe von Tine Körner und Pia Sara, die 2016 vom Oetinger Verlag veröffentlicht wurde. Die Serie ist explizit darauf ausgelegt, Verlangen und Lust aus weiblicher Sicht zu zeigen. Die Serie wurde nach einer Staffel eingestellt.

## Handlung
Die Serie dreht sich um eine Hamburger WG, deren Mitglieder als Tänzer durchstarten wollen. Feli ist neu in der Großstadt und wohnt mit Klara, Lucie, Ben und Jonas zusammen.

## Produktion
Die Serie umfasst bisher 6 Folgen in einer Staffel und lief exklusiv auf TVNOW und auf RTL. Bei der Produktion der Serie wirkte Paulita Pappel als Intimitätskoordinatorin mit. Die Serie wurde nach einer Staffel eingestellt.
Die Regie führte Raquel Stern, als Drehbuchautoren waren Julia Meimberg, Kristin Schade und Paul Schwarz tätig.